# Roche-la-Molière

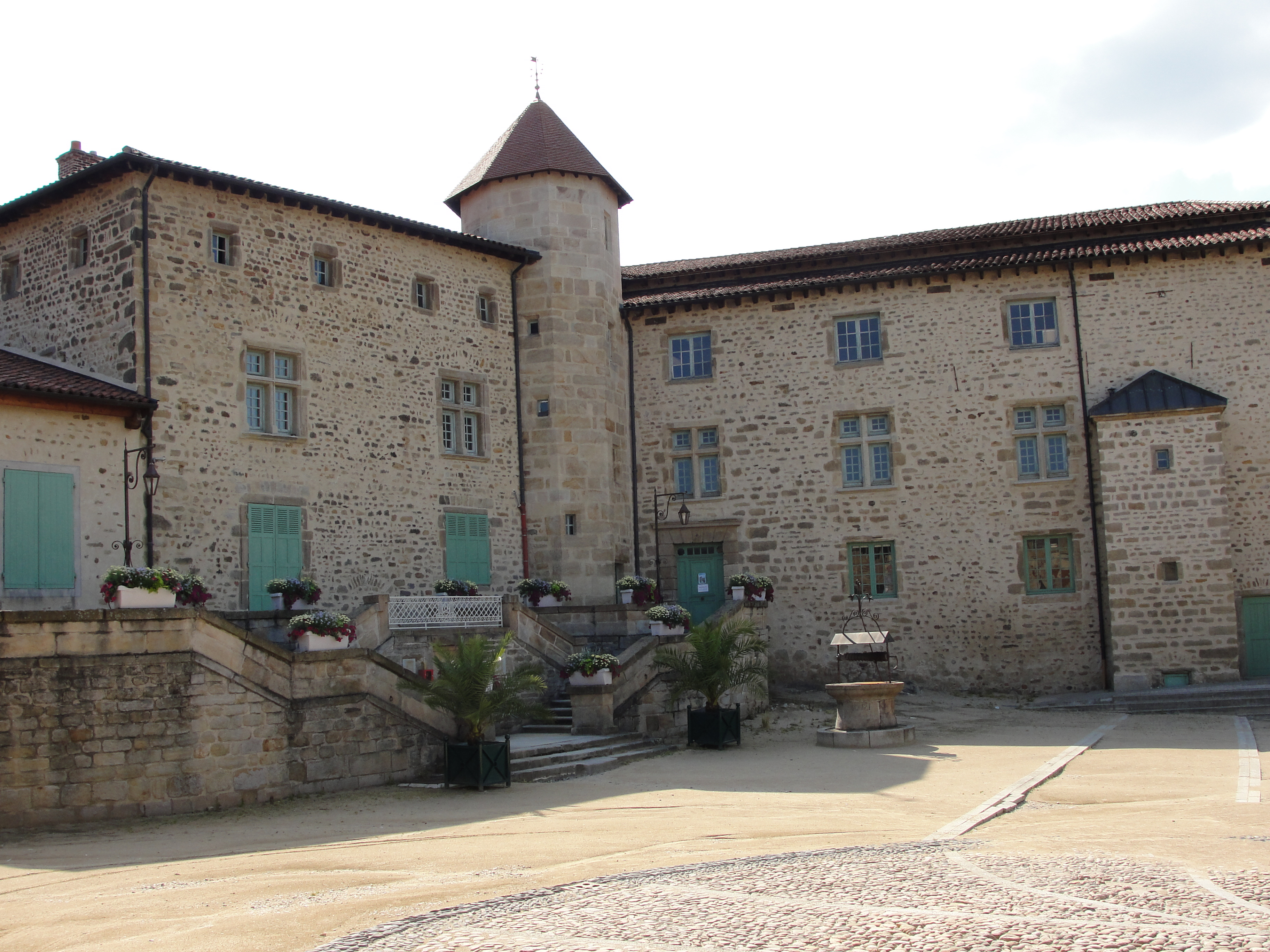
Zamek w Roche-la-Molière, 2010

Roche-la-Molière – miejscowość i gmina we Francji, w regionie Owernia-Rodan-Alpy, w departamencie Loara.
Według danych na rok 1990 gminę zamieszkiwały 10 103 osoby, a gęstość zaludnienia wynosiła 579 osób/km² (wśród 2880 gmin regionu Rodan-Alpy Roche-la-Molière plasuje się na 65. miejscu pod względem liczby ludności, natomiast pod względem powierzchni na miejscu 627.).